# Gizia
Pour les articles homonymes, voir Gizia (rivière).
Gizia est une commune française située dans le département du Jura, dans la région culturelle et historique de Franche-Comté et la région administrative Bourgogne-Franche-Comté.

## Géographie
La commune actuelle présente un territoire composite comprenant :

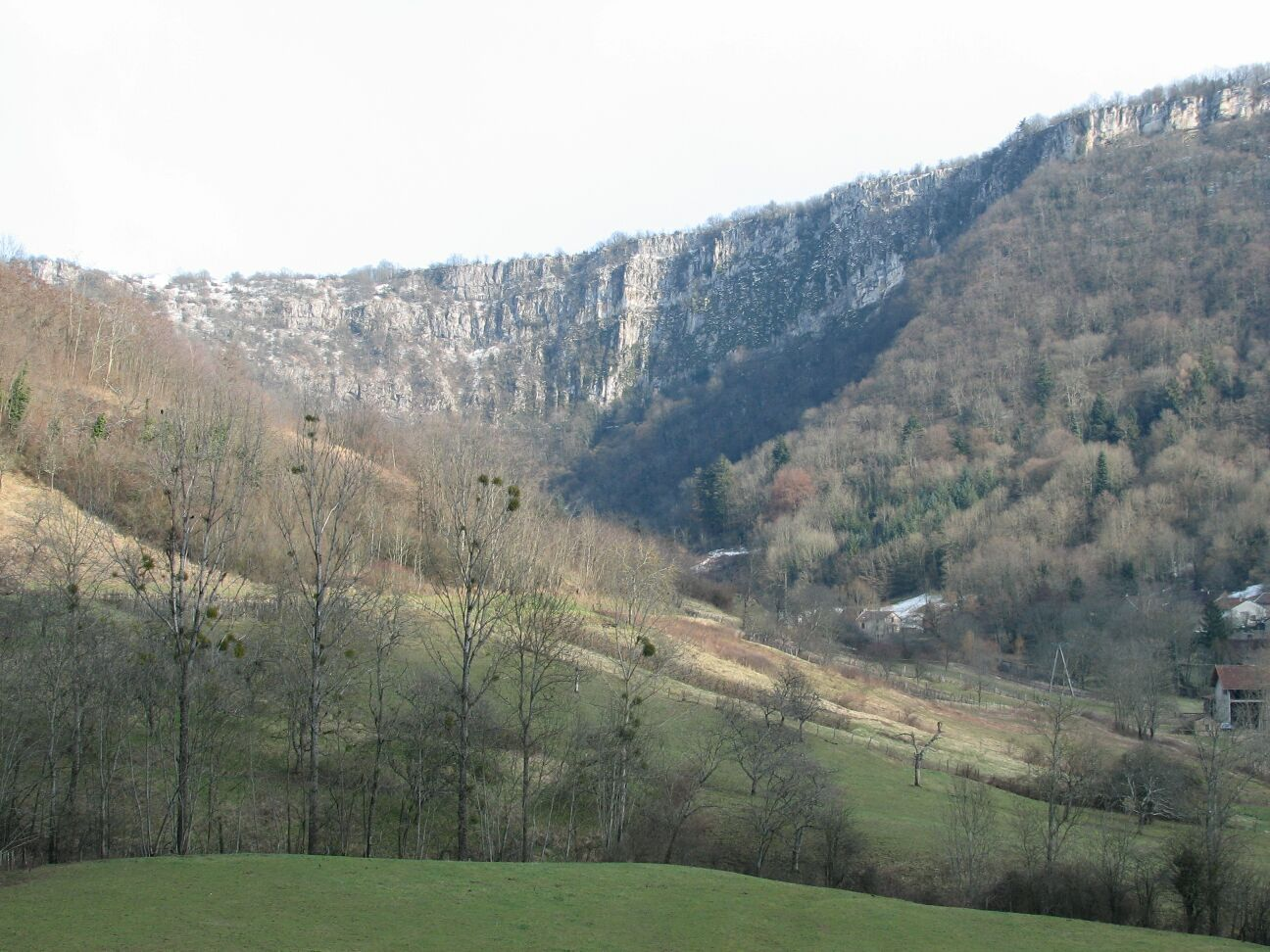
Vue de la reculée de Gizia

Principalement, la reculée, longue de 2 km, ouverte à l'ouest sur la Bresse et fermée à l'est par une spectaculaire falaise (dénivelé de 220 m) dans laquelle se sont installés différents hameaux, chacun à proximité d'un moulin. D’amont en aval, on trouve Gizia proprement dit, le Petit-Gizia, les Pachots et les Bretonneaux. Elle présente la particularité d’être perpendiculaire à la direction générale du relief environnant, le faisceau de plis de Lons-le-Saunier, qui constitue le Revermont, et la Petite Montagne du Jura.

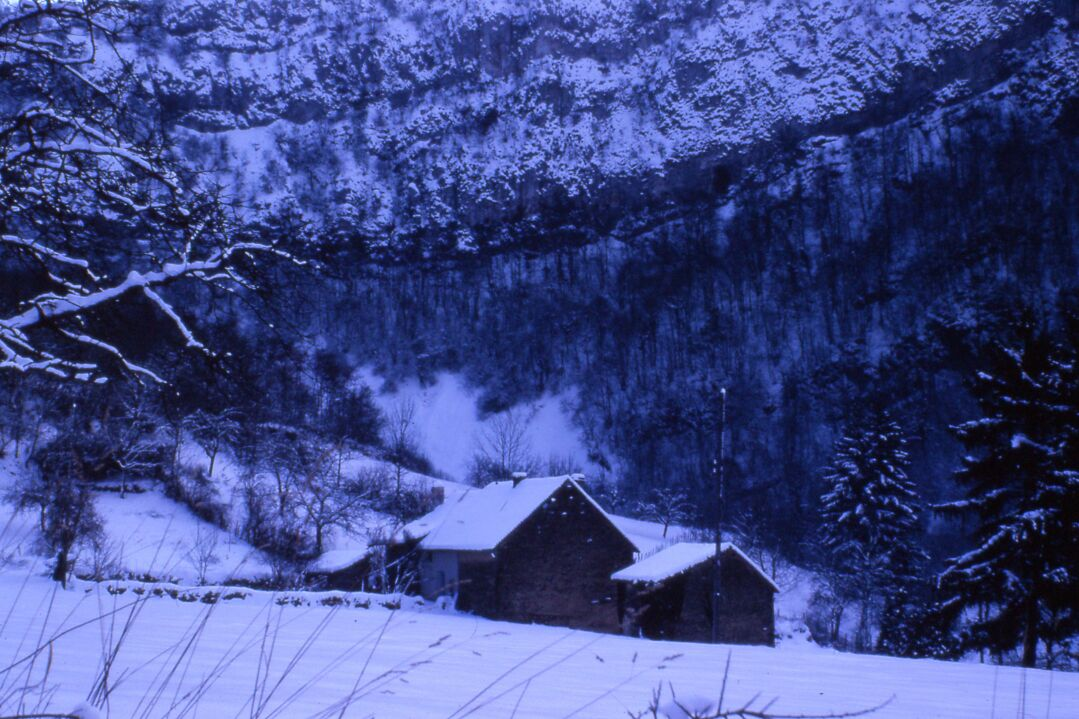
Gizia : Fond de la Doye

Cette orientation Est-Ouest lui vaut d'avoir un versant exposé plein sud, l'autre plein nord et d’offrir ainsi des micro-climats particulièrement différenciés. Le versant exposé plein sud s'est avéré particulièrement favorable à la culture de la vigne et lui valait aux foires d'Orgelet (au XVIIIe siècle) une renommée comparable à celles de L'Étoile, d'Arbois ou de Château-Chalon.
La vallée est parcourue par une rivière appelée la Gizia par les cartographes actuels, mais auparavant nommée la Salle ou Saale (voir la notice hydrologique). Elle est alimentée par la résurgence des eaux du synclinal de Lamarre, appelée la Doye de Gizia et située au pied de la roche. Un important réseau souterrain a fait l'objet d'explorations spéléologiques.
A l'Est, le versant ouest du synclinal de Lamarre dont la faible pente lui a permis de constituer le terroir agricole du hameau du Chanelet. Au sud de la reculée, les versants Nord et Nord-Ouest de la Chalentine (636 m), partie du premier pli du Revermont. Le débouché de la reculée est domi,é par la colline de Chatel, promontoire en avant de la Chalentine, et de ce fait, dès l'Antiquité, position stratégique dominant la Bresse.

### Climat
Pour des articles plus généraux, voir Climat de la Bourgogne-Franche-Comté et Climat du département du Jura.
En 2010, le climat de la commune est de type climat de montagne, selon une étude du Centre national de la recherche scientifique s'appuyant sur une série de données couvrant la période 1971-2000. En 2020, Météo-France publie une typologie des climats de la France métropolitaine dans laquelle la commune est exposée à un climat semi-continental et est dans une zone de transition entre les régions climatiques « Bourgogne, vallée de la Saône » et « Jura ». 
Pour la période 1971-2000, la température annuelle moyenne est de 10,7 °C, avec une amplitude thermique annuelle de 17,2 °C. Le cumul annuel moyen de précipitations est de 1 356 mm, avec 13 jours de précipitations en janvier et 8,6 jours en juillet. Pour la période 1991-2020, la température moyenne annuelle observée sur la station météorologique de Météo-France la plus proche, « Pimorin », sur la commune de Pimorin à 7 km à vol d'oiseau, est de 10,0 °C et le cumul annuel moyen de précipitations est de 1 517,6 mm. 
La température maximale relevée sur cette station est de 39 °C, atteinte le 12 août 2003 ; la température minimale est de −26,5 °C, atteinte le 20 décembre 2009,,. 
Les paramètres climatiques de la commune ont été estimés pour le milieu du siècle (2041-2070) selon différents scénarios d'émission de gaz à effet de serre à partir des nouvelles projections climatiques de référence DRIAS-2020. Ils sont consultables sur un site dédié publié par Météo-France en novembre 2022.

## Urbanisme

### Typologie
Au 1er janvier 2024, Gizia est catégorisée commune rurale à habitat dispersé, selon la nouvelle grille communale de densité à sept niveaux définie par l'Insee en 2022.
Elle est située hors unité urbaine. Par ailleurs la commune fait partie de l'aire d'attraction de Lons-le-Saunier, dont elle est une commune de la couronne,. Cette aire, qui regroupe 139 communes, est catégorisée dans les aires de 50 000 à moins de 200 000 habitants,.

### Occupation des sols
L'occupation des sols de la commune, telle qu'elle ressort de la base de données européenne d’occupation biophysique des sols Corine Land Cover (CLC), est marquée par l'importance des forêts et milieux semi-naturels (54,1 % en 2018), en diminution par rapport à 1990 (55 %). La répartition détaillée en 2018 est la suivante : 
forêts (54,1 %), prairies (17,8 %), terres arables (14,9 %), zones agricoles hétérogènes (12,8 %), zones urbanisées (0,4 %). L'évolution de l’occupation des sols de la commune et de ses infrastructures peut être observée sur les différentes représentations cartographiques du territoire : la carte de Cassini (XVIIIe siècle), la carte d'état-major (1820-1866) et les cartes ou photos aériennes de l'IGN pour la période actuelle (1950 à aujourd'hui).

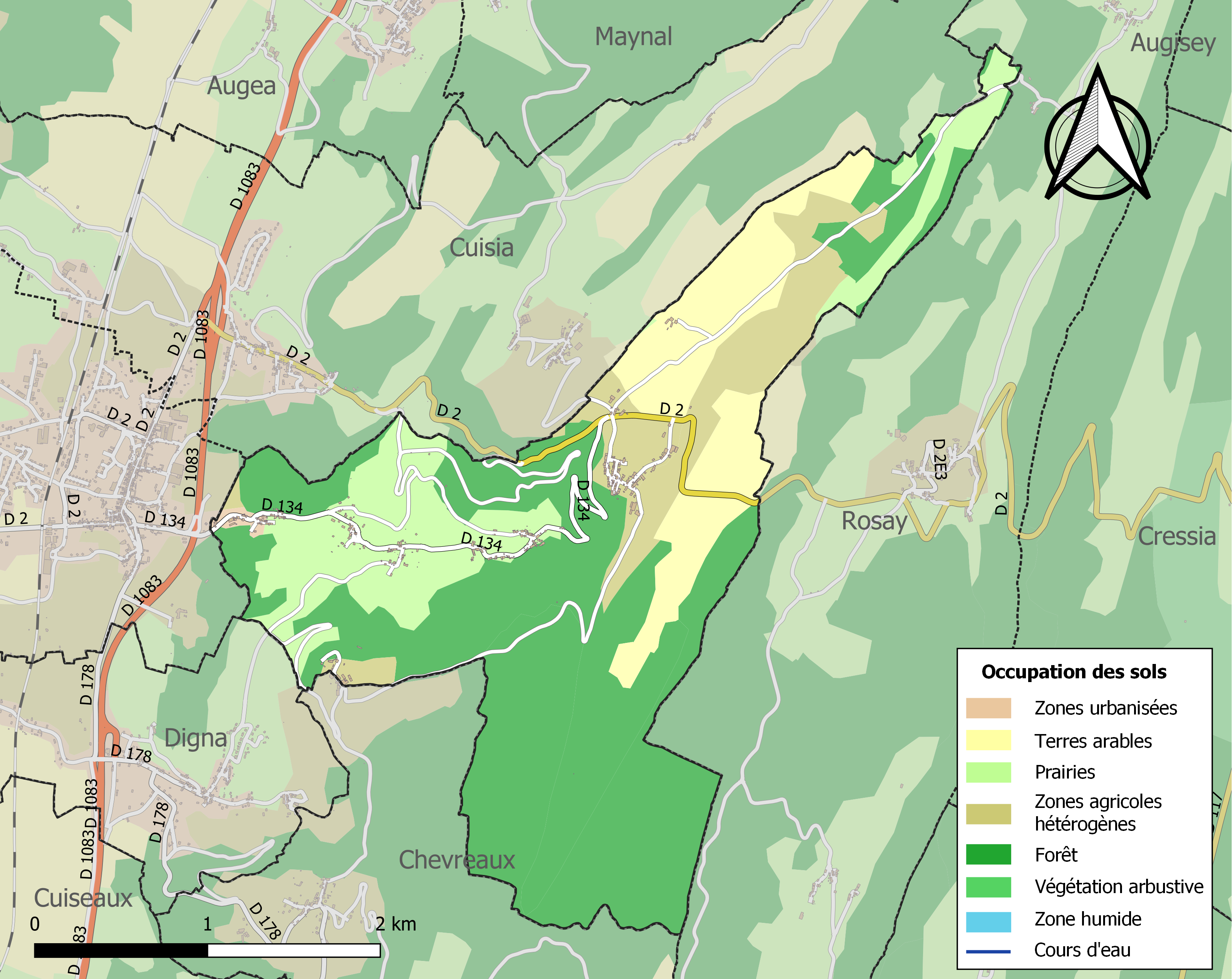
Carte des infrastructures et de l'occupation des sols de la commune en 2018 (CLC).

## Histoire
Le Dictionnaire étymologique d'Albert Dauzat indique le nom d'homme germanique de Giso, accolé au suffixe –acum comme étant à l’origine de la forme ancienne du nom : Giziacum, ce qui suggère une origine contemporaine des migrations puis invasions qui accompagnèrent le délitement de l’empire romain. Aussi les habitants sont-ils des Giziaciens. La véritable origine de Gizia se trouve toutefois sur la colline de Chatel, d’abord castrum gallo-romain, et peut être auparavant oppidum celte: autour de la vallée de Gizia, de la Chalentine au Sud, à la Côte d’Ageon au Nord, diverses traces de constructions laissent supposer une importante occupation humaine dès l’âge du fer. La colline surplombe en effet deux itinéraires clés du monde gaulois puis romain : la voie Rhône-Rhin, la voie Lutèce-Genêve. Tandis que la colline jumelle de Chevreau conservait une occupation militaire puis féodale Chatel vit s’ériger (IIIe siècle ?) une des premières églises de l’est de la Gaule, dédiée à saint Étienne comme ses sœurs de Coldres et de Besançon.
« Si l’on en croyait la tradition, elle remonterait aux premiers siècles du christianisme. […] Elle aurait été détruite de fond en comble, en l’année 408, lors de l’irruption des Vandales dans les Gaules. […] Elle aurait été la seule dans ces premiers temps, entre la chaîne inférieure des montagnes du Jura et la Saône. L’usage aurait été d’allumer un grand feu, lorsqu’on célébrait à Châtel le saint sacrifice, pour servir de fanal aux populations de la plaine et les inviter à s’unir d’intention aux prières du prêtre. […] Enfin, la tradition prétend aussi que cette même église de Châtel a été fondée ou plutôt reconstruite en l’année 810. » (Bernard Gaspard in Histoire de Gigny et de sa noble et royale abbaye, 1843, citée par Fabien Michel).
C’est sur ce territoire que se produisit en 302 un évènement qui changea le cours de l’histoire : l’apparition de la Croix du Christ à Constantin, préliminaire à sa conversion, en un lieu qui s’appelle maintenant, très logiquement, Sainte-Croix-en-Bresse.

Le morcellement féodal du royaume de Bourgogne place Gizia dans les possessions de descendants des rois de Bourgogne : les Coligny, puis les comtes de Damas, seigneurs de Chevreau. Une donation faite par Manassès III de Coligny en 974 permet à Chatel de devenir un prieuré bénédictin lié à Gigny, une des fondatrices, avec Baume, de Cluny. Gizia subit les tragédies qui marquent la fin du Moyen Âge : l’épidémie de peste de 1349, les dévastations des grandes compagnies. Comme tout le sud de la Franche-Comté actuelle, Gizia se trouve alors dans le diocèse de Lyon, donc peu tournée vers la Franche-Comté, formée sur le territoire du diocèse de Besançon. Les différentes dynasties de comtes de Bourgogne parviennent à établir leur ordre dans la région face à l’anarchie féodale facilité par le morcellement du relief. De ce fait, Gizia se trouve pleinement impliqué dans les conflits répétés entre la France et l’ensemble austro-espagnol. Cette situation lui vaut destruction et dépeuplement lors de l’intervention française de 1636-1638, puis, dit-on, d’être le théâtre d’un des ultimes combats de Lacuzon pour l’indépendance comtoise, en 1674, près du site de l’oratoire, à la limite de Digna et Gizia.

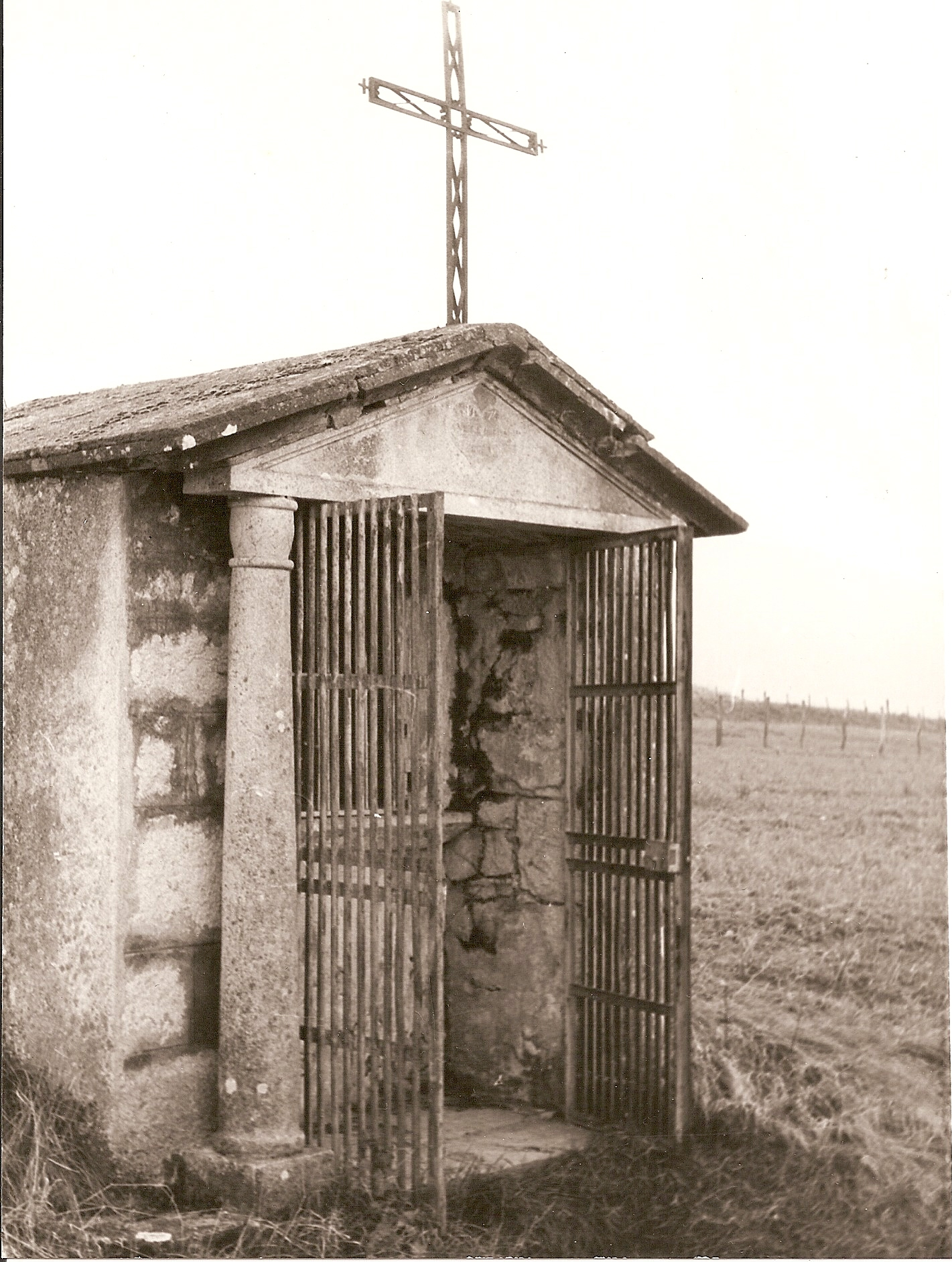
Oratoire Gizia Digna.

Sur le terrain ou sur la carte de Cassini (18e siècle) on trouve les traces de propriétés viticoles des seigneuries et abbayes voisine : pressoir de Cressia, pressoir de Rosay et surtout grange de l’abbaye du Miroir, sur la butte de Monferrand, qui sert malheureusement de carrière de pierre au début du 20e siècle. Toutefois, des fouilles exécutées par la Direction régionale des Affaires culturelles (DRAC), ont débuté en 2007 sous la direction de Nathalie Bonvalot, avec le soutien du propriétaire des lieux, Alain Monnet, permettant de préciser les dimensions du cellier. 

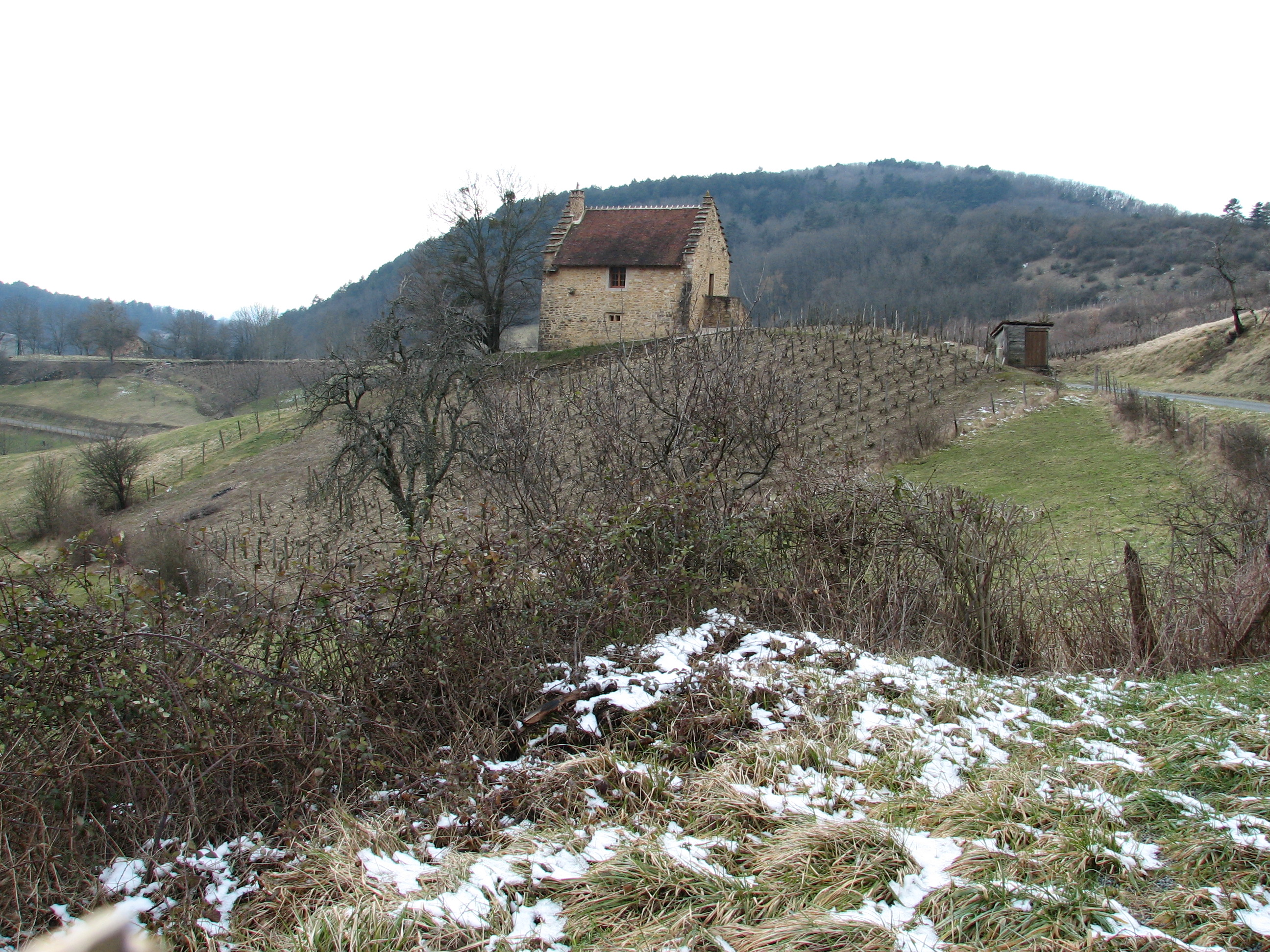
Pressoir de Rosay.

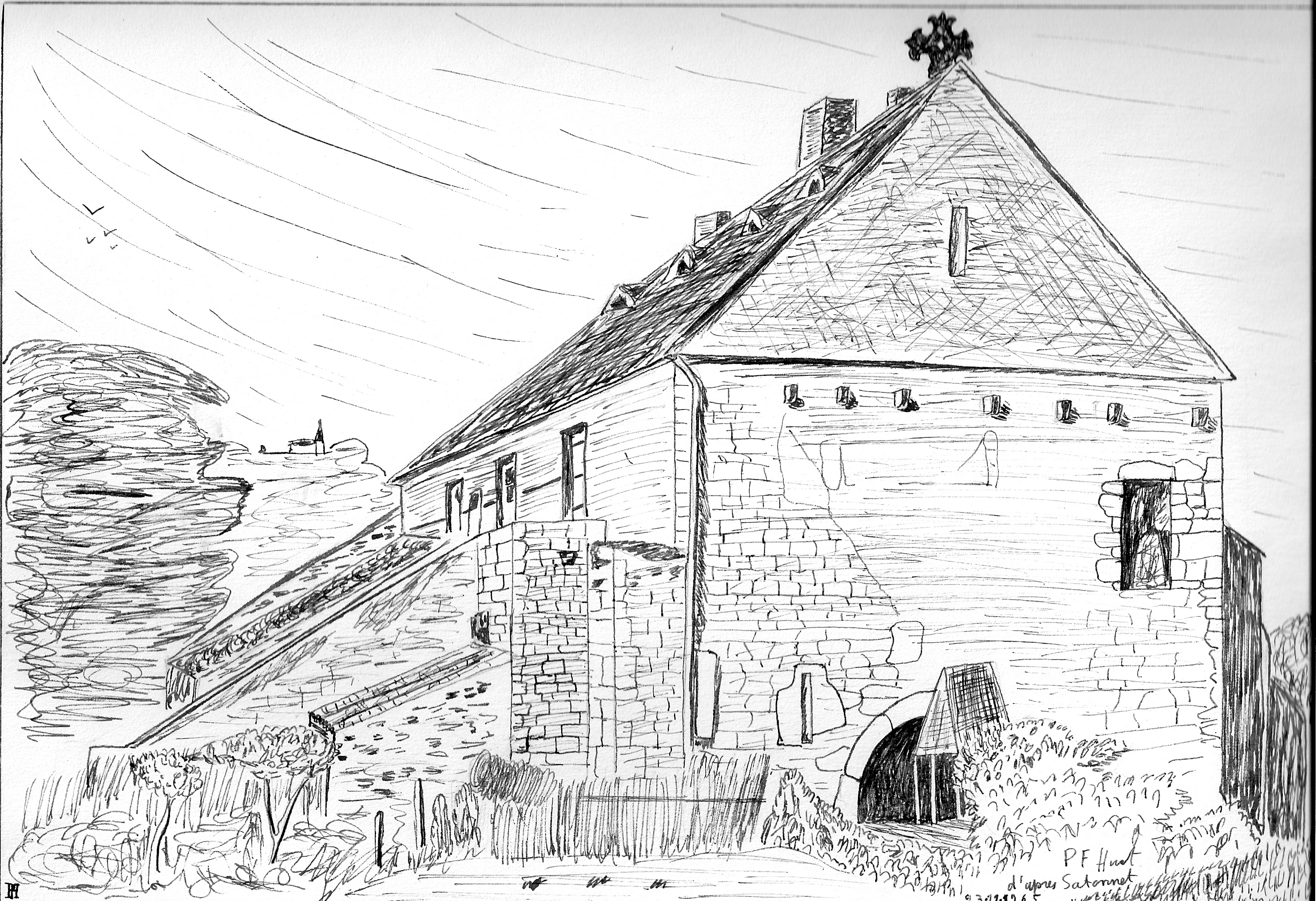
Ancienne grange de Monferrand.

Gizia présente la particularité d'avoir reçu, dans la seconde moitié du XIVe siècle,  une charte de franchise de la part de Guido de Vienne, seigneur de Chevreau. On ne la connait que par une copie incomplète.
On sait qu'au XVIIIe siècle, la Communauté de Gizia est administrée par deux échevins assistés de deux commis, élus chaque année par des représentants des familles,  à charge pour eux d'entretenir les chemins, de gérer les bien fonciers de la communauté: pâturages, bois et de recourir à des hommes de loi lors de litiges entre la communauté et d'autres communautés ou personnes.
Un mémoire conservé aux Archives Départementales du Jura nous en donne les noms sur dix-neuf années. 
| Année | Echevin                       | Echevin                      | Commis                       | Commis                  |
| ----- | ----------------------------- | ---------------------------- | ---------------------------- | ----------------------- |
|       |                               |                              |                              |                         |
| 1757  | Jean Pommier                  | Pierre Antoine Lamy          | Bernard Pachoz               | Claude Brazier          |
| 1758  | Claude Gauthier               | Benoist Rayderet             | François Nicolet             | Pierre Clerc            |
| 1759  | François Féaut                | Benoist Nicolet              | Claude Jacottin              | Juste Flamier           |
| 1760  | Joseph Féaut fils de Bernard  | Benoist Brazier              | Pierre Ponard                | Pierre Brazier          |
| 1761  | Jacques Barthet               | Claude Landroz               | Jacques Daniel               | Jean Pommier            |
| 1762  | Claude Clerc                  | Jacques Féaut                | Claude Guay                  | Claude Guyard           |
| 1763  | Pierre Nicolet                | Joseph Féaut fils de Benoist | Henry Nicolet                | Jean-Baptiste Gautheron |
| 1764  | Pierre Ponard                 | Pierre Brazier               | Joachim Perron               | Jacques Gautheron       |
| 1765  | François Bonot                | Claude Jorré                 | Benoist Clerc                | Louïs Nicolet           |
| 1766  | Claude Pachoz fils de Bernard | Claude Brazier               | Pierre Féaut                 | Bernard Bonot           |
| 1767  | Claude Jacottin               | Jean Pommier l'Aîné          | Claude Jorré                 | François Bonot          |
| 1768  | Pierre Clerc                  | Jean-Baptiste Viret          | François Féaut               | Joseph Proby            |
| 1769  | Juste Flamier                 | Pierre Romand                | Jean Pommier le jeune        | Claude Gauthier         |
| 1770  | Philibert Brunet              | Claude Gay                   | Jacques Féaut                | Benoist Rayderet        |
| 1771  | Claude Guyard                 | Jacques Daniel               | Claude Clerc                 | Claude Féaut            |
| 1772  | Henry Nicolet                 | Jean-Baptiste Gautheron      | Joseph Féaut fils de Bernard | Benoist Brazier         |
| 1773  | Jacques Gautheron             | Joachim Perron               | Benoist Nicolet              | Claude Landroz          |
| 1774  | Benoist Clerc                 | Louïs Nicolet                | Pierre Nicolet               | Joseph Féaut            |
| 1775  | Pierre Féaut                  | Bernard Bonot                | Pierre Romand                | Henry Beynier           |

La Révolution fragmente la terre de Chevreau en de nombreuses communes, dont La Chanelet, les Bretonneaux et Gizia, regroupées ensuite sous le nom de Gizia. La période de la Restauration voit la construction de la jolie église néoclassique de Gizia, qui reçoit une partie du mobilier liturgique de Chatel. Châtel se réduit à un hameau. En mauvais état la vieille église est restaurée grâce à un don d’Adrien de Thoisy en 1838. Surtout, en 1850, la congrégation des sœurs de la Présentation de Marie, fondée en 1829 par l’abbé Perrey, à Arinthod, transfère sa maison mère à Chatel et construit le couvent actuel. Cette congrégation se consacre à des œuvres d’enseignement et de soins. À noter qu’une grande partie du contenu du présent article provient d’une brochure qu’elles ont éditée. C’est également au cours du XIXe siècle que le château de Gizia, acquis par la famille de Thoisy prend son aspect actuel.
Le morcellement extrême de la propriété paysanne rend de plus en plus difficile une véritable activité viticole et en particulier la lutte contre les maladies de la vigne : dès 1845, l’oïdium, dès 1863 le phylloxera, dès 1878 le mildiou. La fin du XIXe siècle et le début du XXe voient encore le maintien d’une population nombreuse mais peu prospère grâce à une polyculture de subsistance, comme en témoigne une fréquentation scolaire importante.
L’absence des hommes valides pendant la Grande Guerre et la mort de onze d’entre eux précipitent le déclin agricole puis démographique de Gizia qui perd 60 % de sa population au cours du siècle dernier malgré l'arrivée de quelques nouvelles familles. Les friches et les bois remplacent les vignes, puis, à partir des années 1960, les champs et des prés trop en pente ou insuffisamment accessibles pour recevoir le matériel agricole actuel.

## Politique et administration
| Période | Période  | Identité         | Étiquette | Qualité  |
| ------- | -------- | ---------------- | --------- | -------- |
|         | 1996     | Gérard Guillemin |           |          |
| 1996    | 2008     | Patrick Caniotti |           |          |
| 2008    | 2014     | René Cadot       |           |          |
| 2014    | En cours | Michel Nicod     | SE        | Retraité |

## Démographie
L'évolution du nombre d'habitants est connue à travers les recensements de la population effectués dans la commune depuis 1793. Pour les communes de moins de 10 000 habitants, une enquête de recensement portant sur toute la population est réalisée tous les cinq ans, les populations de référence des années intermédiaires étant quant à elles estimées par interpolation ou extrapolation. Pour la commune, le premier recensement exhaustif entrant dans le cadre du nouveau dispositif a été réalisé en 2007.

En 2022, la commune comptait 201 habitants, en évolution de −15,19 % par rapport à 2016 (Jura : −0,81 %, France hors Mayotte : +2,11 %).
| 1793 | 1800 | 1806 | 1821 | 1831 | 1836 | 1841 | 1846 | 1851 |
| ---- | ---- | ---- | ---- | ---- | ---- | ---- | ---- | ---- |
| 579  | 717  | 672  | 643  | 654  | 608  | 593  | 558  | 552  |

| 1856 | 1861 | 1866 | 1872 | 1876 | 1881 | 1886 | 1891 | 1896 |
| ---- | ---- | ---- | ---- | ---- | ---- | ---- | ---- | ---- |
| 512  | 533  | 547  | 463  | 527  | 537  | 500  | 470  | 427  |

| 1901 | 1906 | 1911 | 1921 | 1926 | 1931 | 1936 | 1946 | 1954 |
| ---- | ---- | ---- | ---- | ---- | ---- | ---- | ---- | ---- |
| 406  | 372  | 369  | 366  | 342  | 290  | 324  | 317  | 296  |

| 1962 | 1968 | 1975 | 1982 | 1990 | 1999 | 2006 | 2007 | 2012 |
| ---- | ---- | ---- | ---- | ---- | ---- | ---- | ---- | ---- |
| 289  | 287  | 294  | 274  | 223  | 221  | 221  | 221  | 202  |

| 2017 | 2022 | - | - | - | - | - | - | - |
| ---- | ---- | - | - | - | - | - | - | - |
| 236  | 201  | - | - | - | - | - | - | - |

## Culture locale et patrimoine

### Lieux et monuments
La colline de Chatel

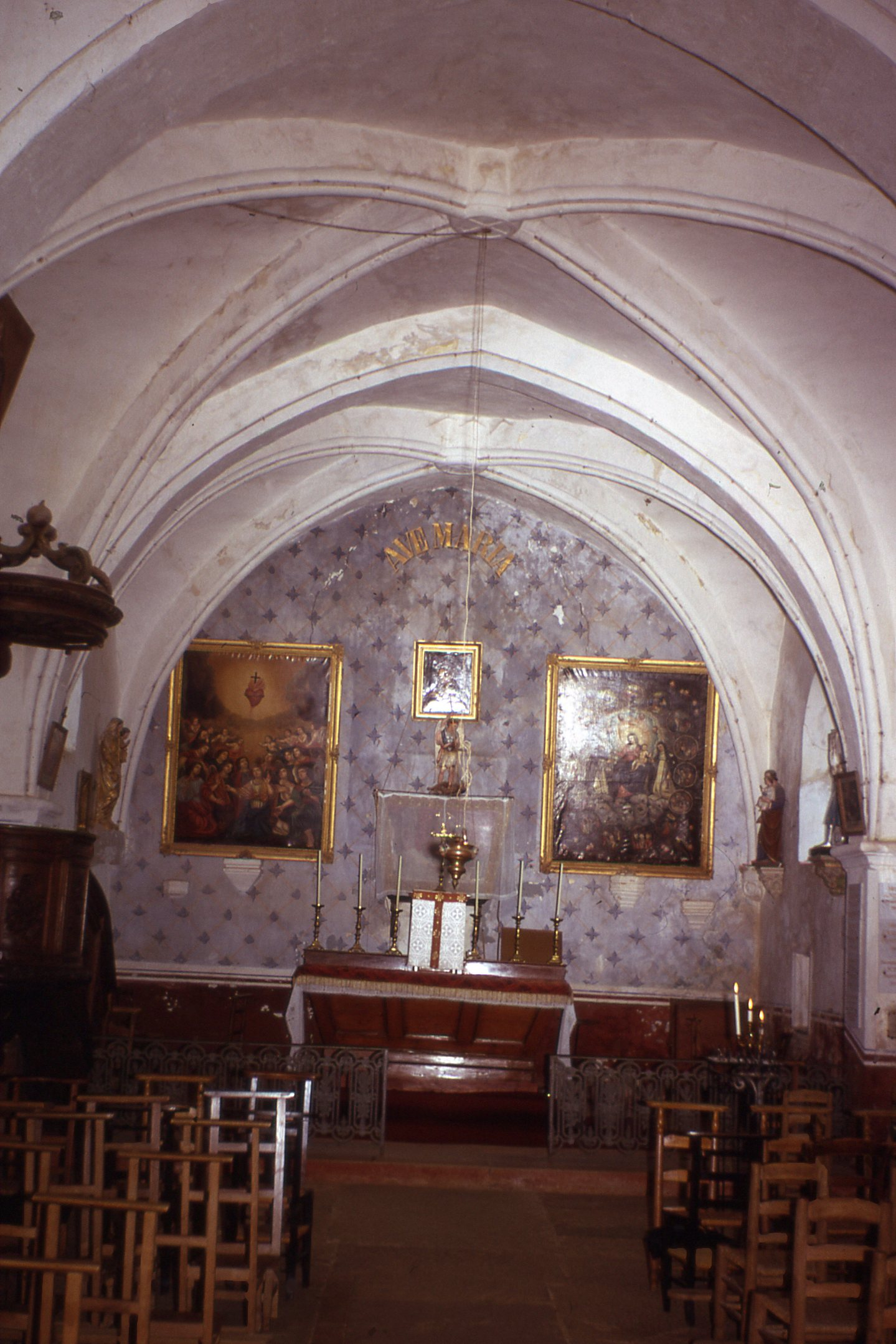
Intérieur de l'église de Chatel

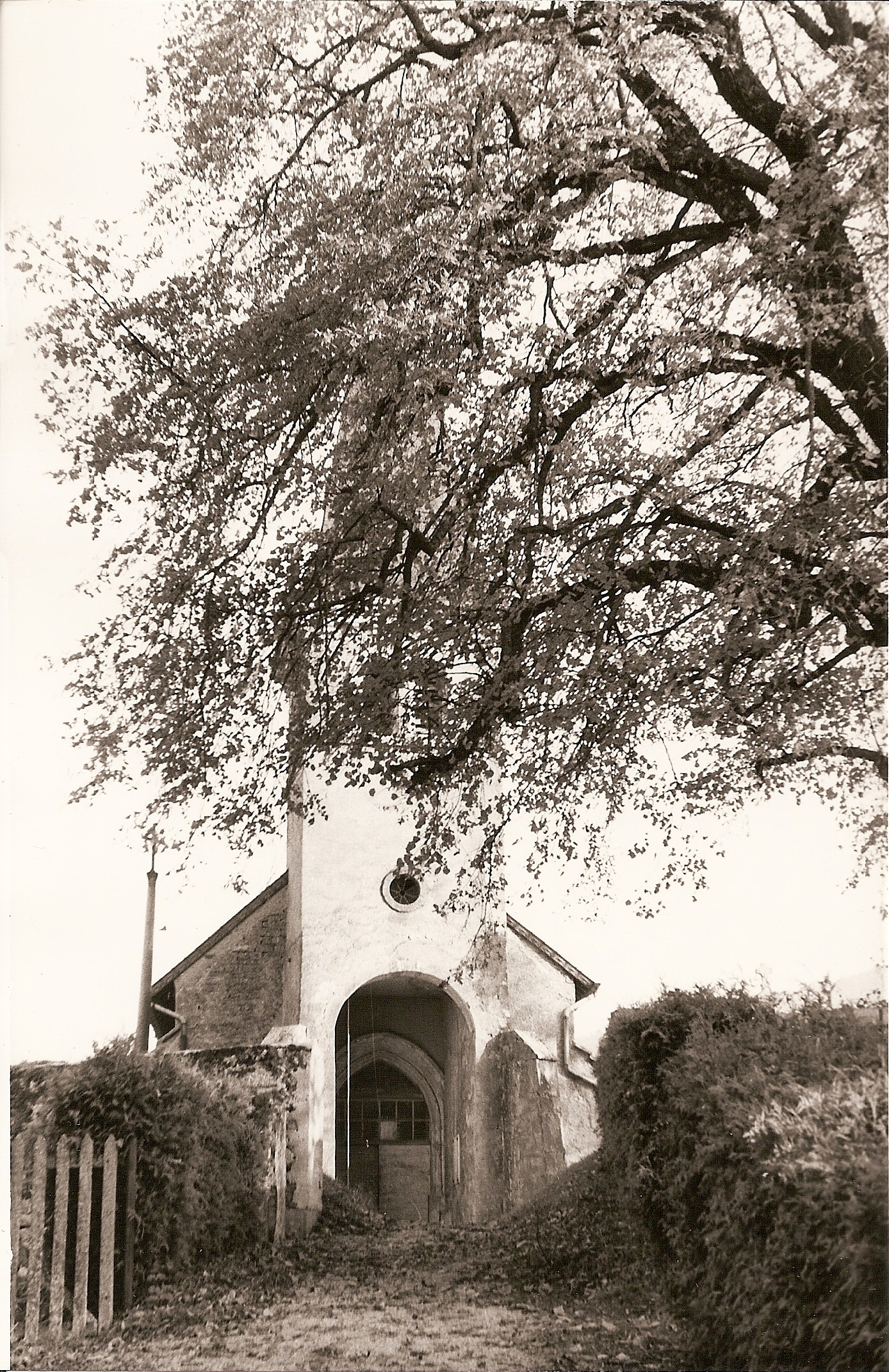
Église de Chatel (1973)

Le sommet de la colline porte la vieille église.
Précédée du clocher-porche du XIXe siècle, elle comprend une nef en berceau brisé datant de la reconstruction de 1148 lancée par le prieur de Gigny, Pierre de Montboissier, le futur abbé de Cluny, Pierre le Vénérable,  conduisant à un chœur couvert de 2 croisées d’ogive, la clé de la première porte la croix de Bourgogne. Le mur du fond du chœur montre, à l’extérieur, les traces d’une baie en ogive qui a été non seulement murée, mais dont les pierres de taille ont été retirées. 
Le visiteur prêtera attention :
- sur la  droite, au pied de l’escalier de la tribune, à une pierre portant un poisson en bas-relief, symbole chrétien antique. Ictus est l’acronyme grec de Jésus-Christ, Fils de Dieu Sauveur.
- sur la droite, toujours, dans la niche du chœur, les reliquaires de sainte Félicité, saint Prudent, saint Claudius.
- sur la gauche, à l’entrée du chœur, en  hauteur, à la date de 1023 gravée sur le pilastre.

Autour de l’église s’étend le cimetière communal, en terrasse soutenue par un mur à l’appareillage spectaculaire par la taille de ses blocs.
Une Association pour la Sauvegarde de Saint-Étienne-de-Chatel (ASSEC) est maintenant constituée en vue de rassembler des moyens financiers et humains pour la restauration de l'édifice.  Les démarches entriprises ont abouti à l'inscription à  l'Inventaire des Monuments historiques par arrêté du 23 août 2013
En 2015, l'architecte Fabien Michel a réalisé une étude et un diagnostic détaillés faisant apparaître les points suivants:

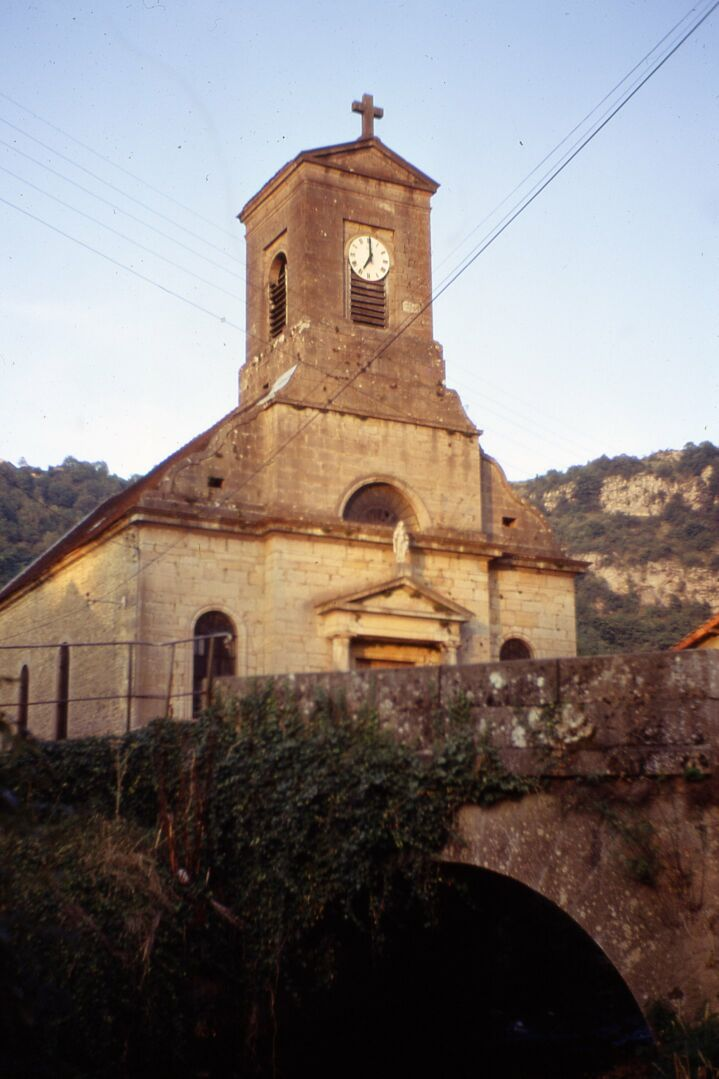
Église de Gizia
Achevée en 1828, elle a remplacé celle de Chatel comme église paroissiale. L'intérieur, bien restauré par la commune avec la participation de bénévoles dans les années 1990, contient du mobilier liturgique provenant de Chatel : maître-autel du XVIIIe siècle, fonts baptismaux, dont la vasque est médiévale, tout comme les bénitiers du porche. De nombreux tableaux ont été offerts au XIXe siècle par des paroissiens.
Le château.
On peut[Qui ?] apercevoir de l’extérieur cette construction, remaniée à l’époque romantique, et qui englobe des éléments antérieurs, de la fin du Moyen Âge au 18e.
Belvédère de la Croix

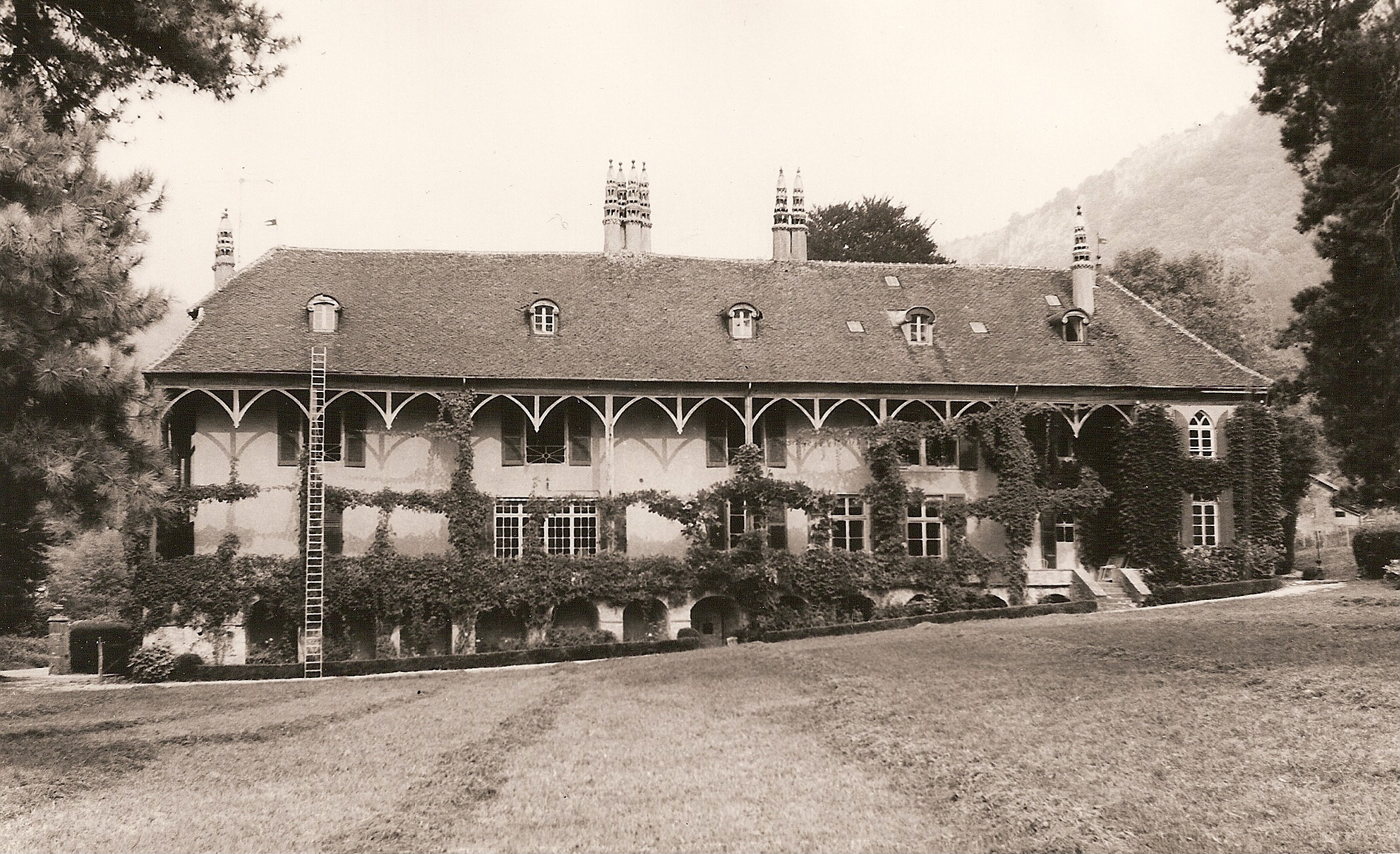
Gizia, le Château.

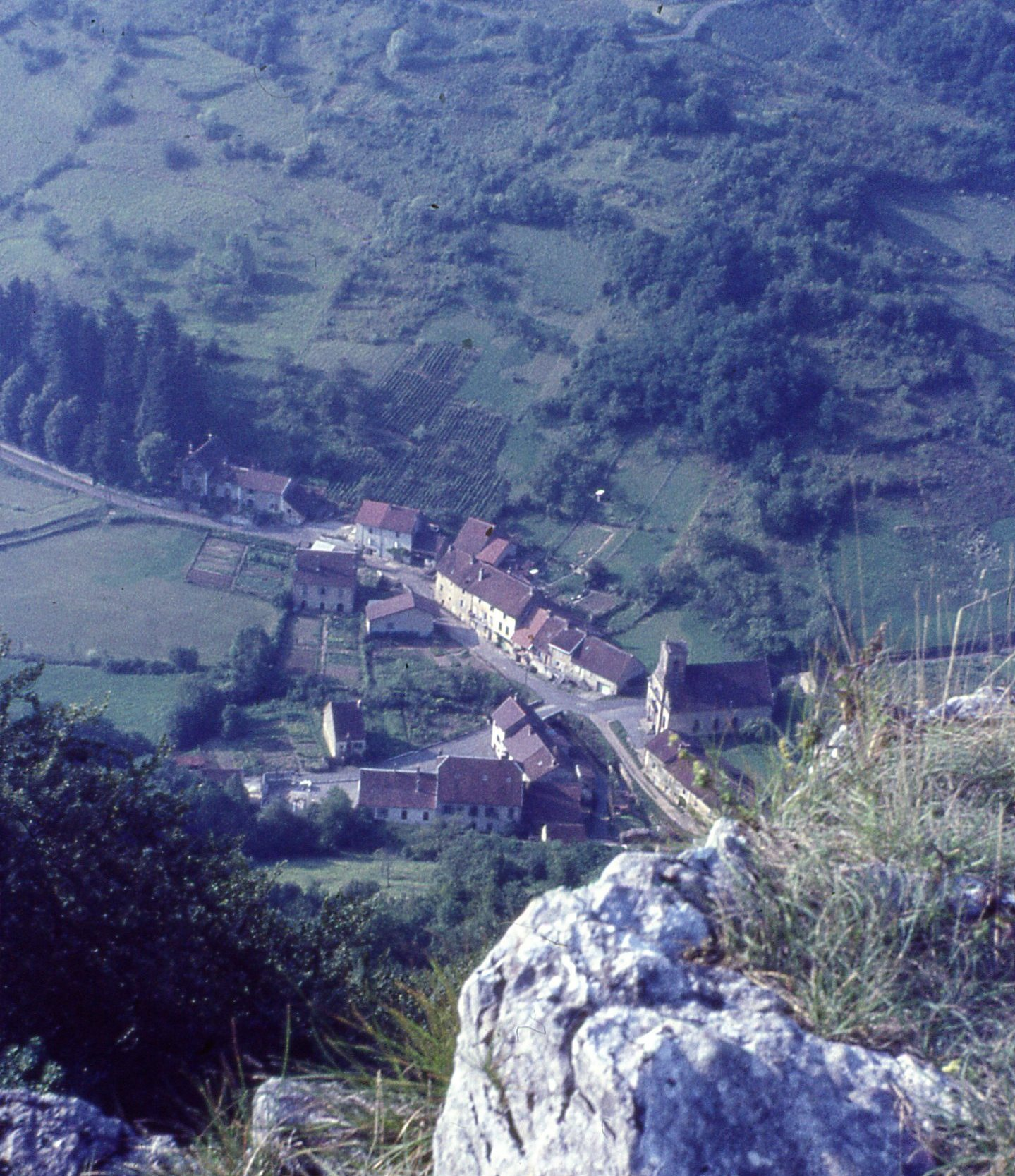
GIZIA Vue du belvédère

Accessible depuis le Chanelet ou Chatel, le belvédère de la Croix offre une vue d’ensemble de la vallée et permet d’entrevoir à l’est, le début de la Petite Montagne.
Un réseau dense de chemins agricoles et de sentiers de traverse permet aux promeneurs de découvrir la commune dans le détail.

### Galerie photos

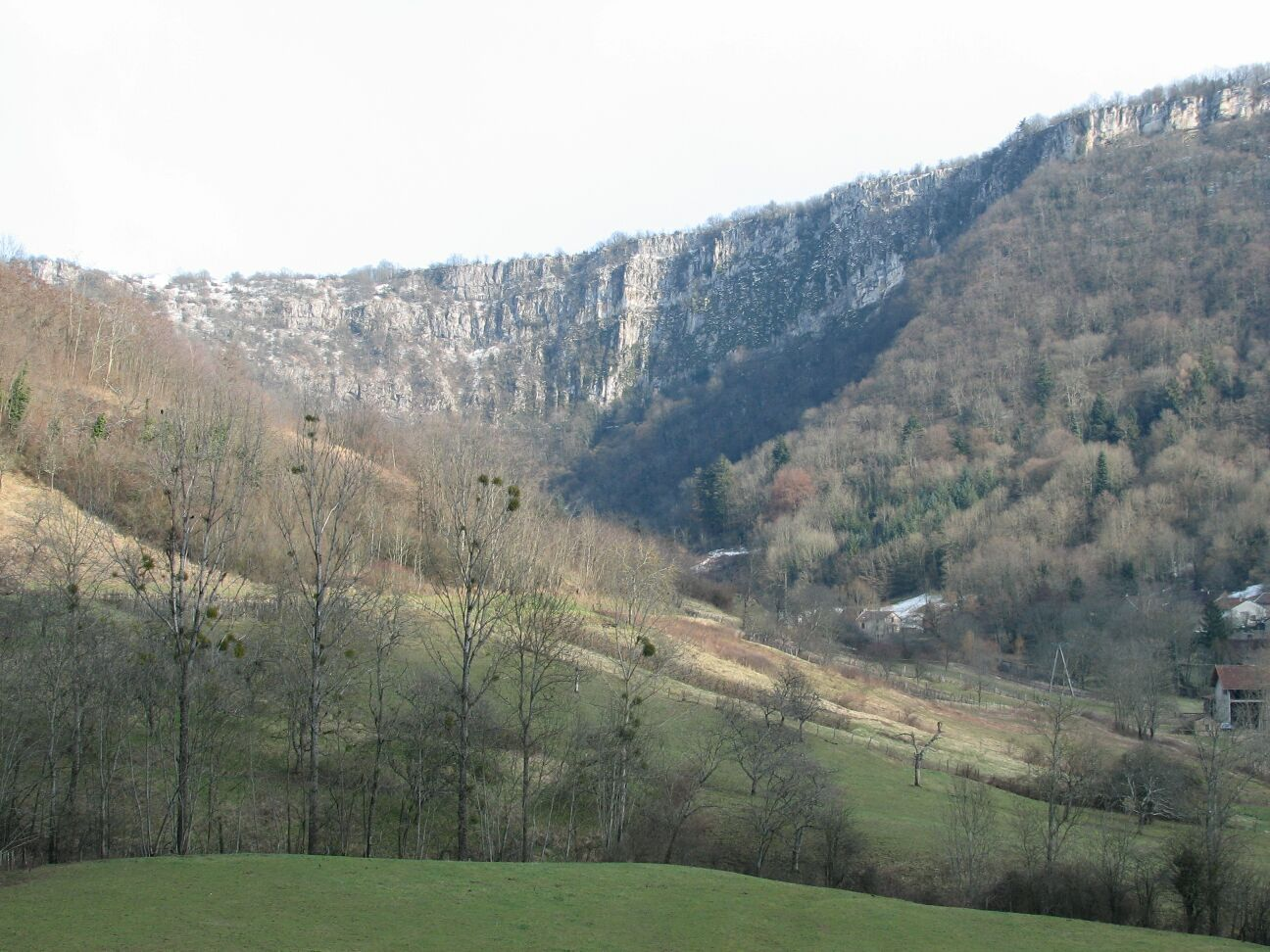
Gizia. Vue de la reculée.
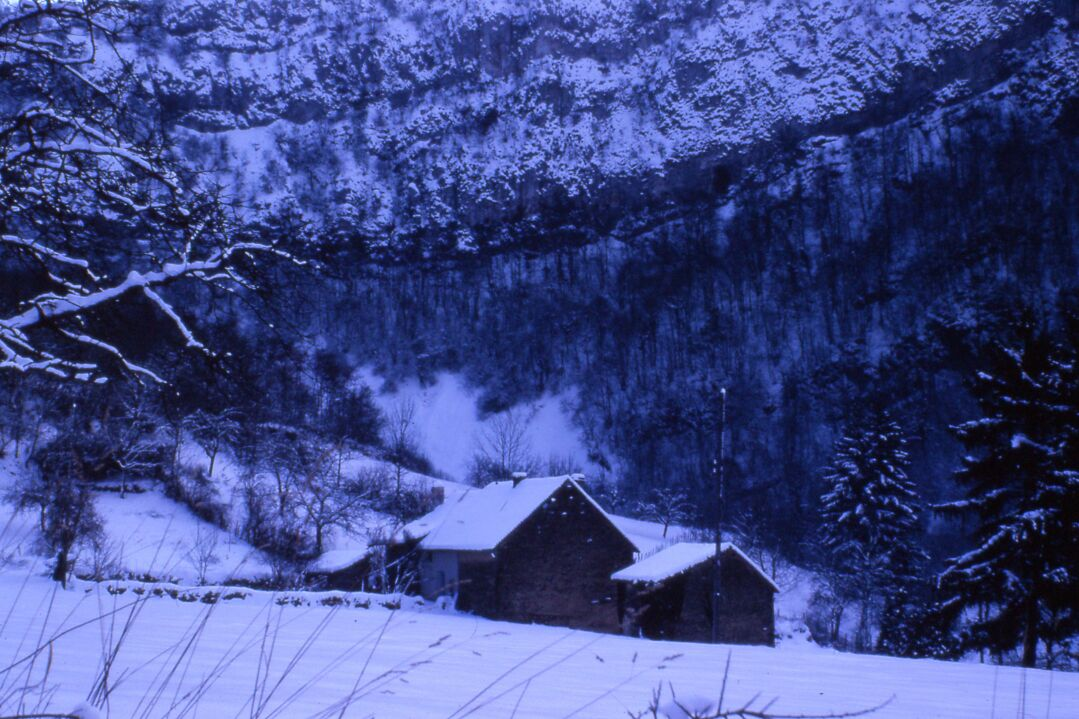
Gizia. Fond de la Doye.
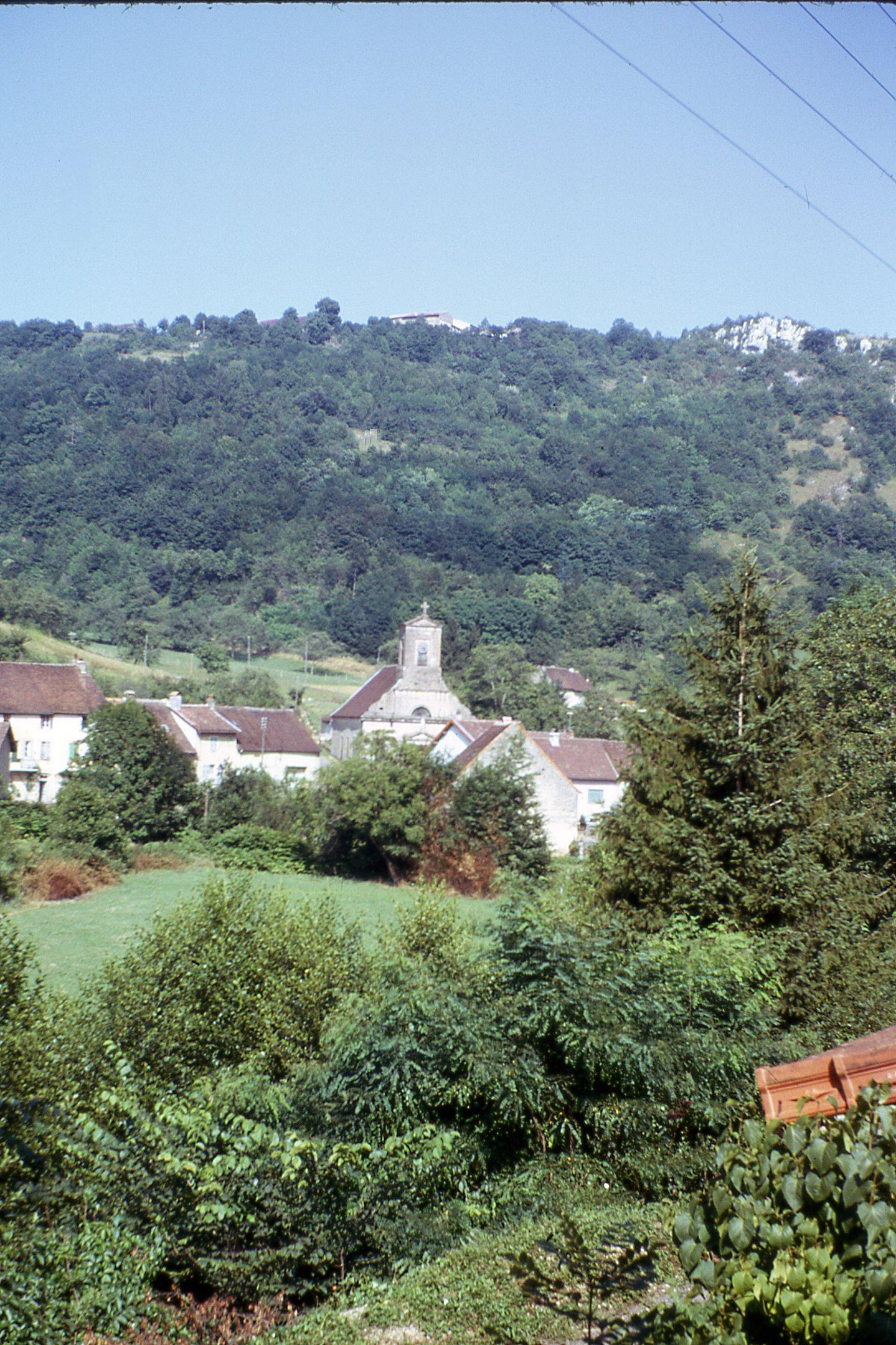
Gizia. Le village.
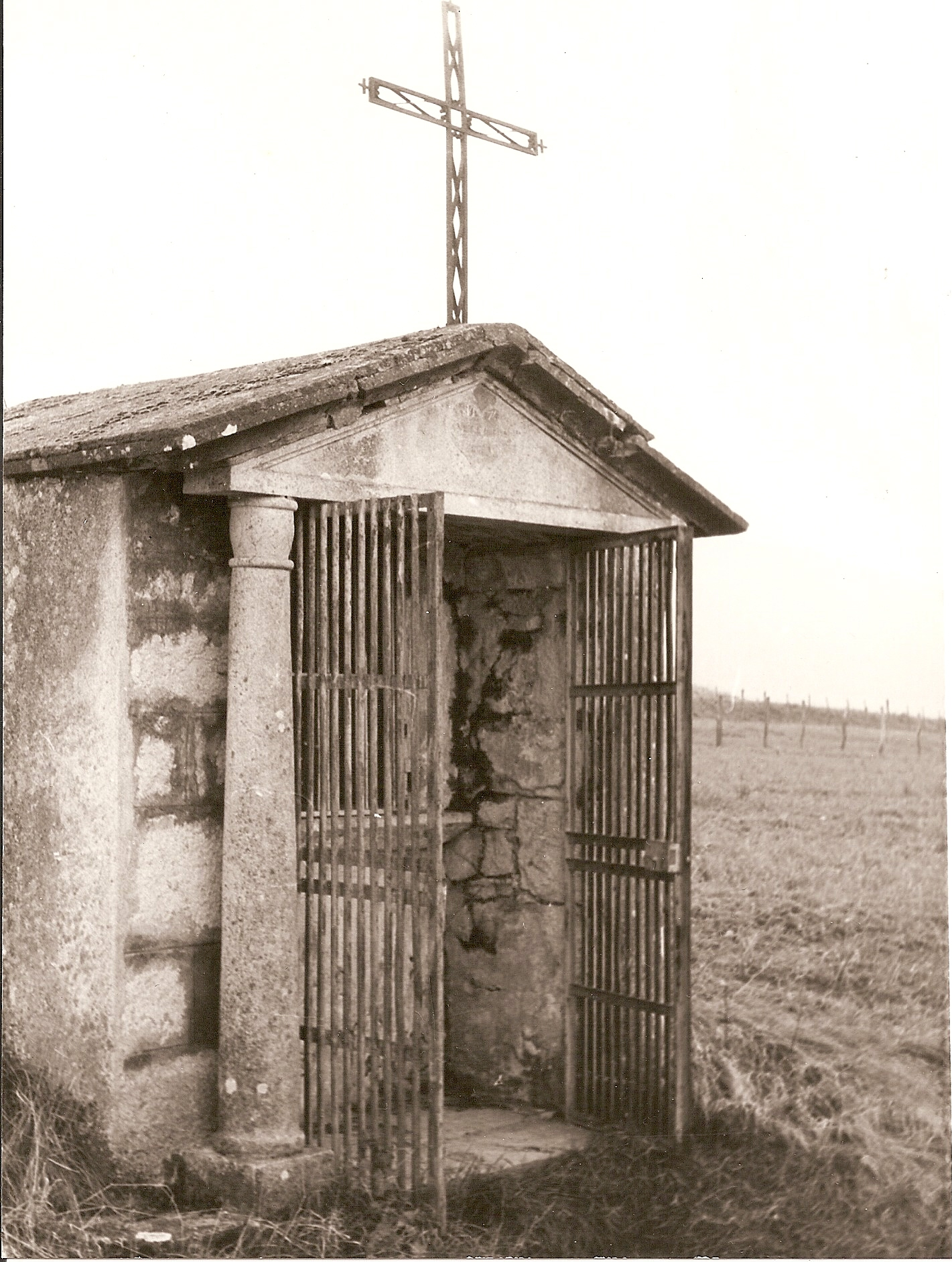
Gizia-Digna. Oratoire.
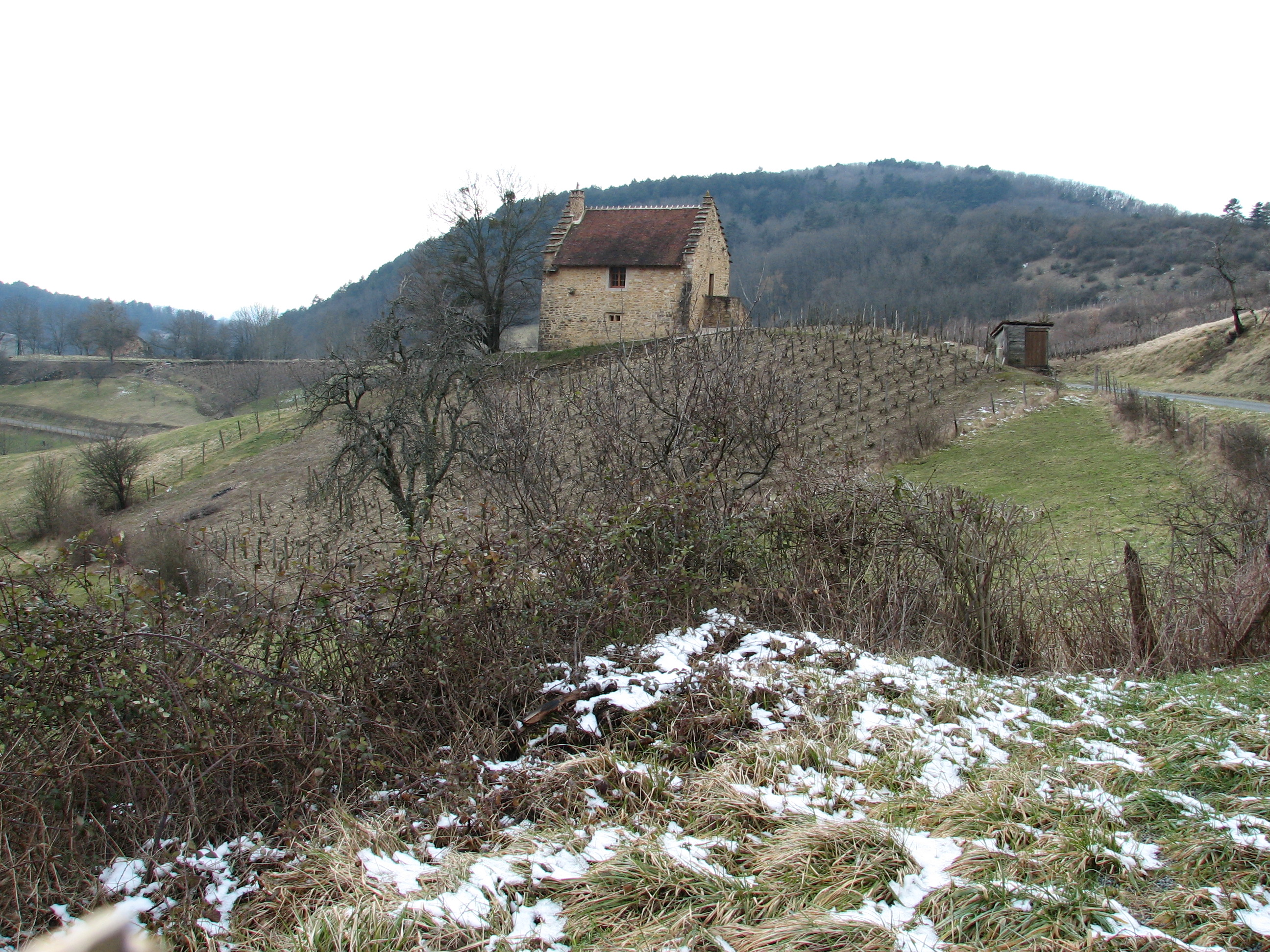
Gizia. Pressoir dit de de Cressia.
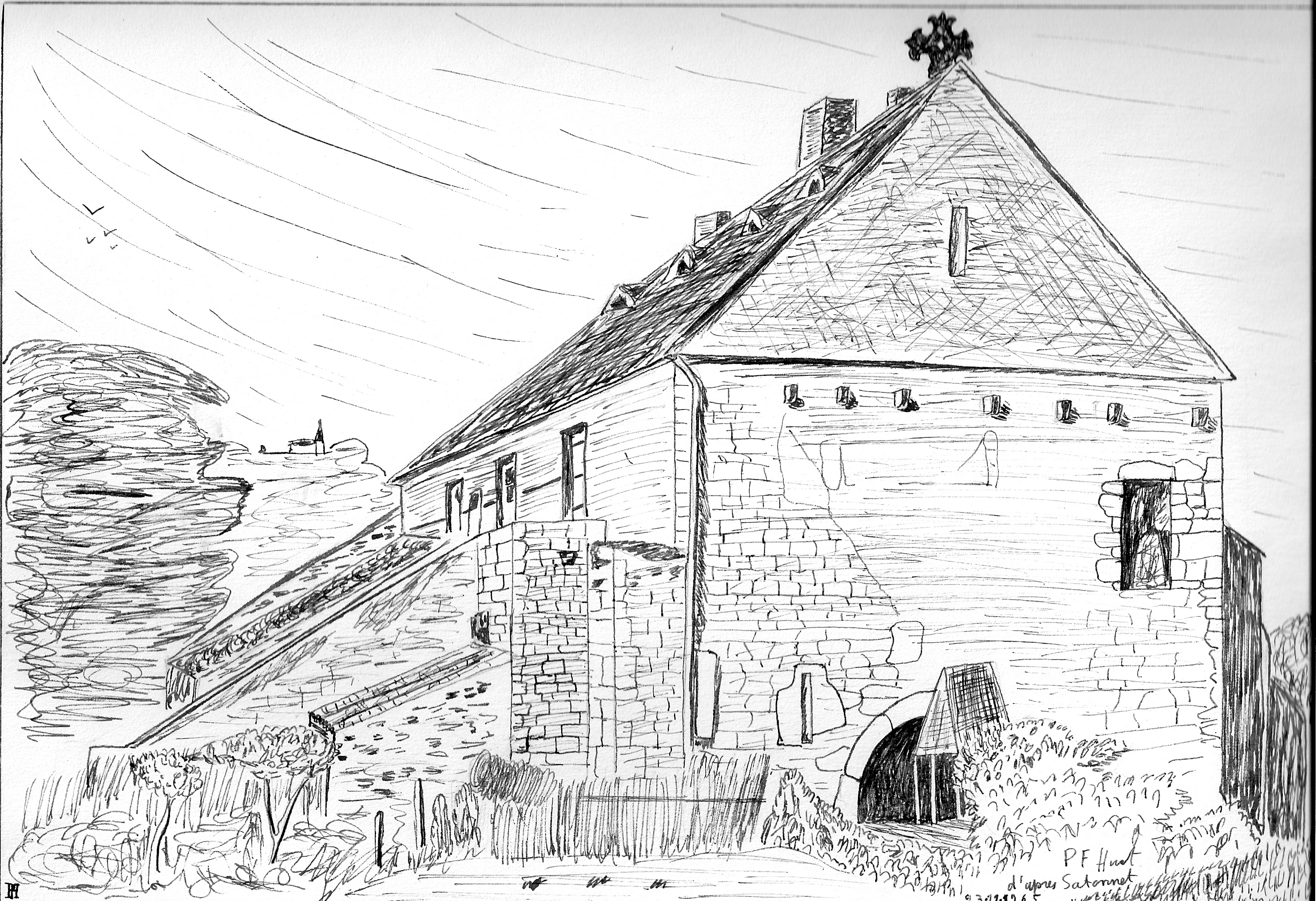
Gizia. Ancienne grange de Monferrand.
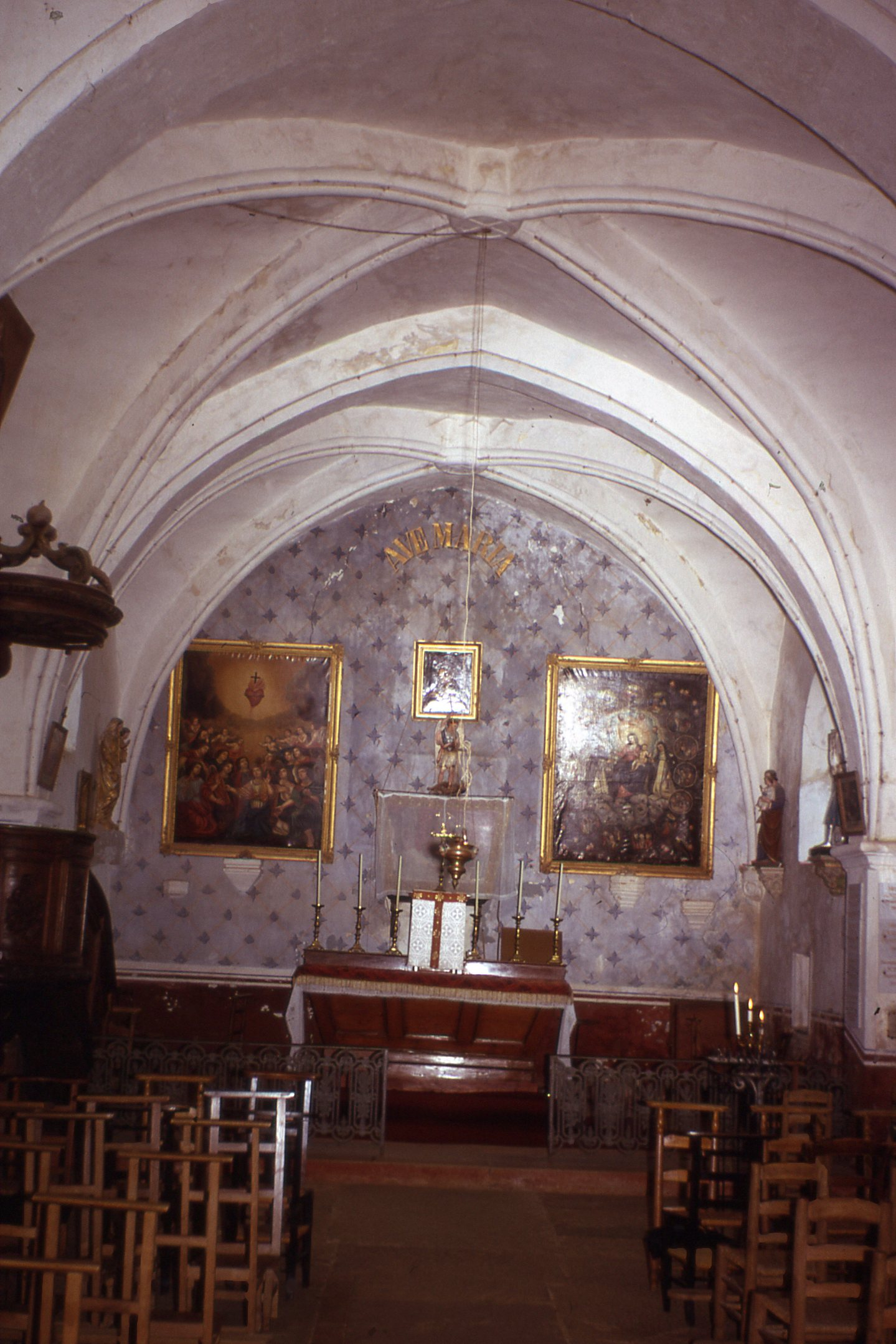
Intérieur de l'église de Chatel.
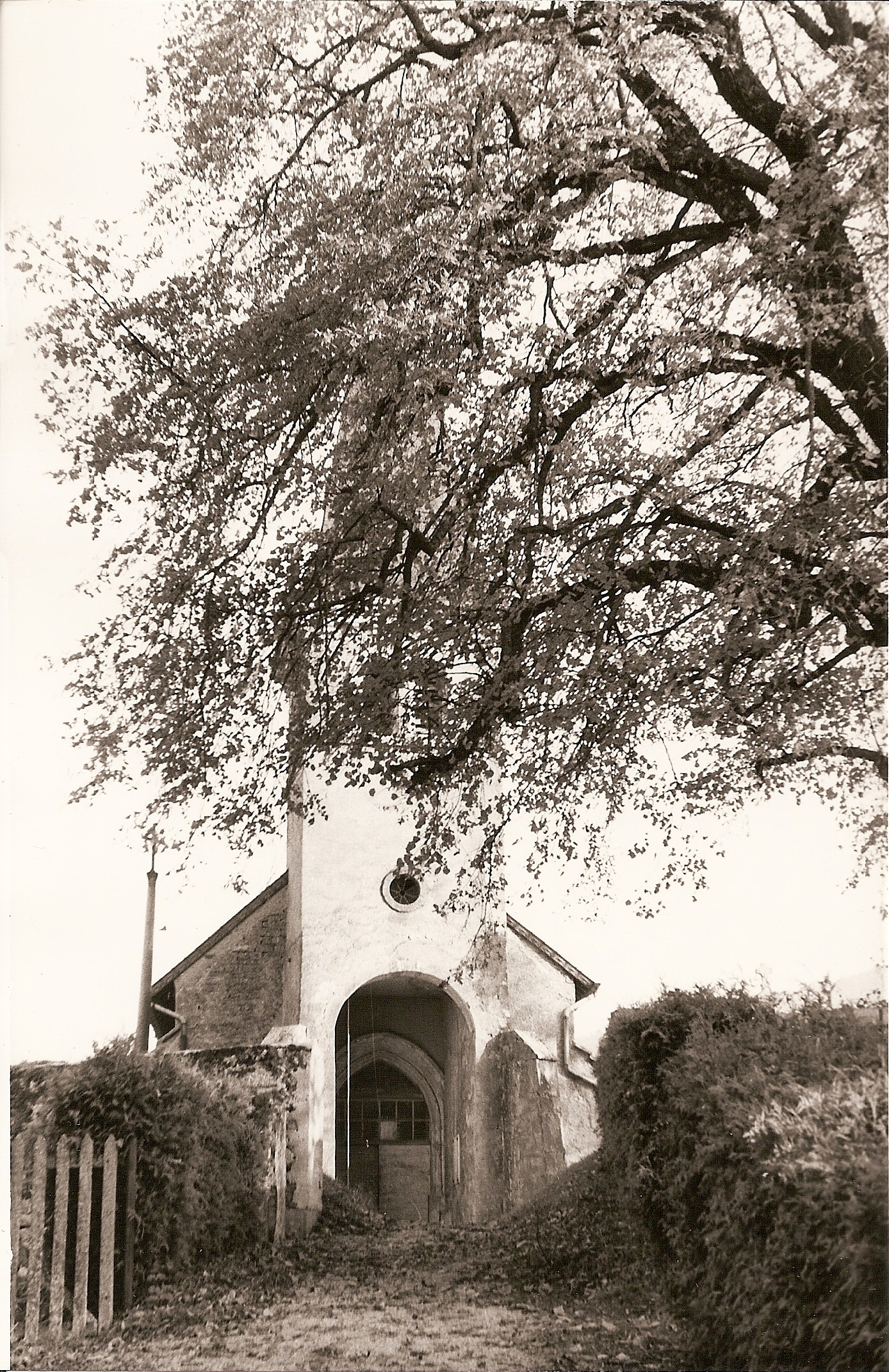
Église de Chatel (1973).
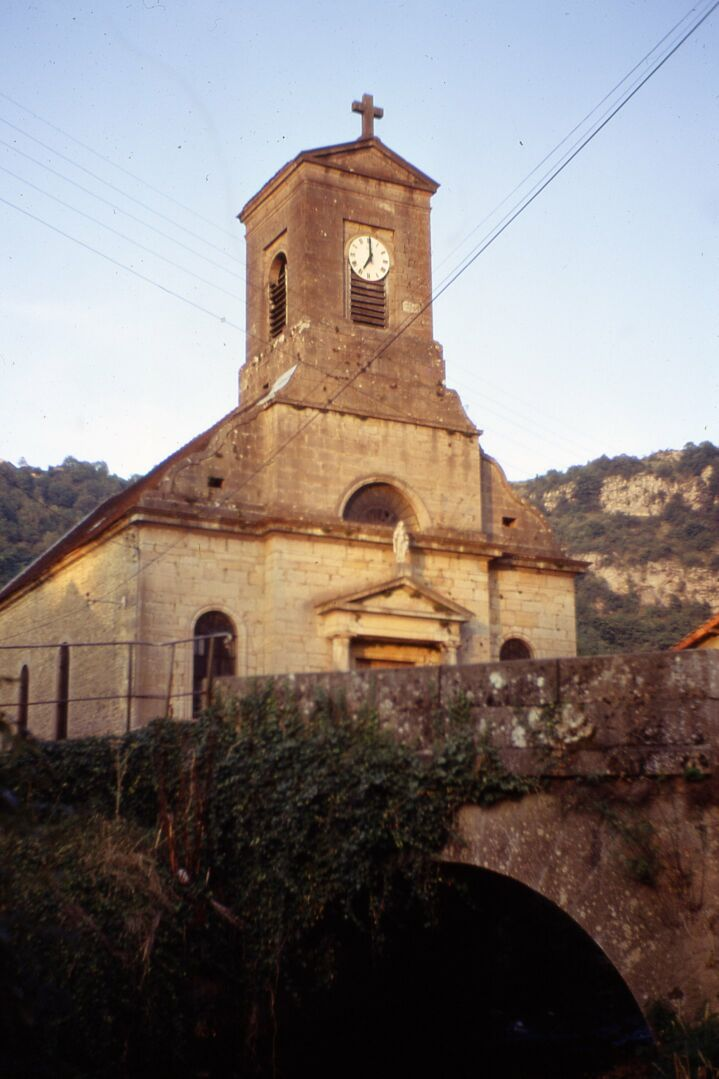
Église de Gizia.
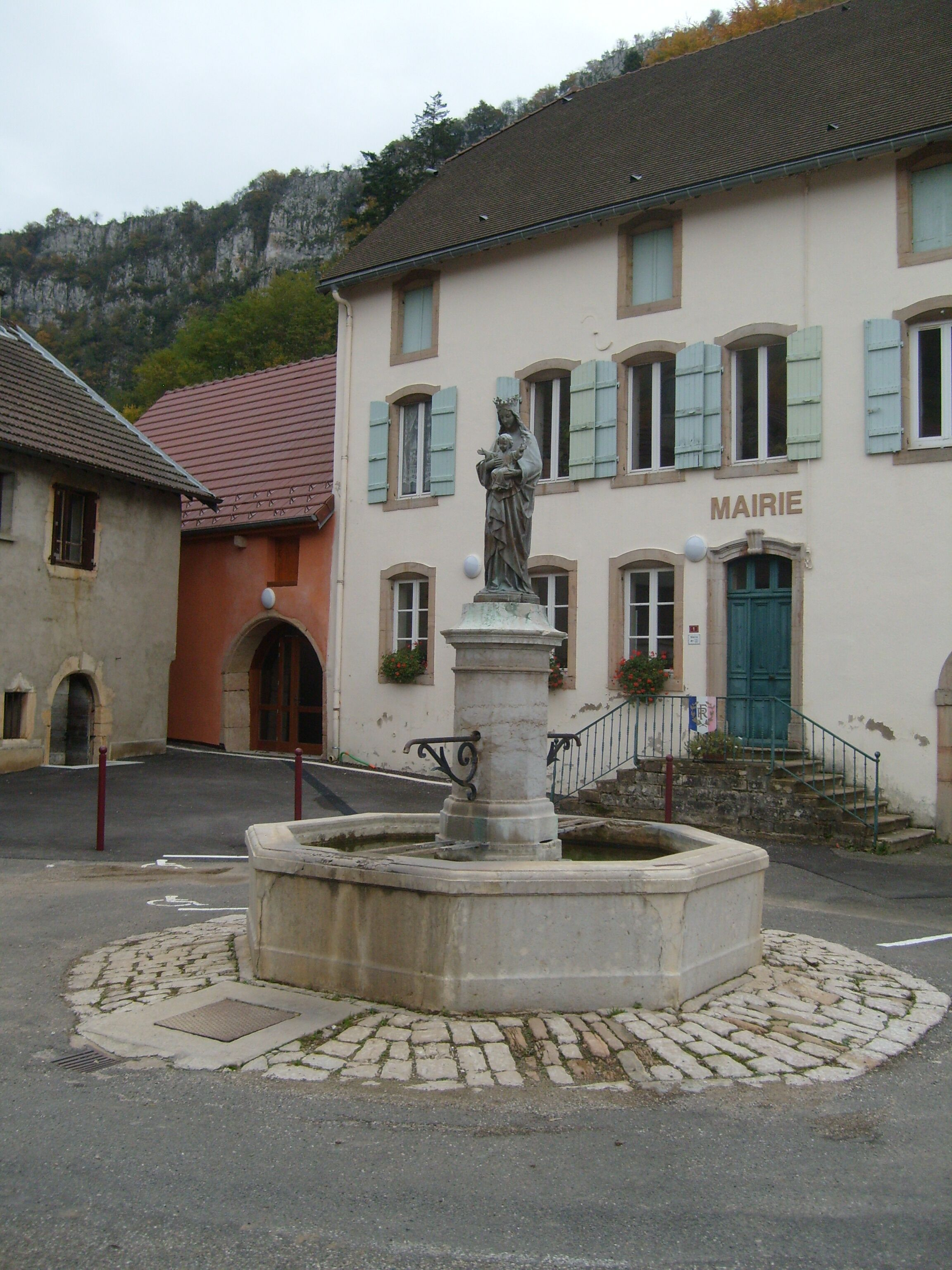
Place de la Mairie et fontaine.
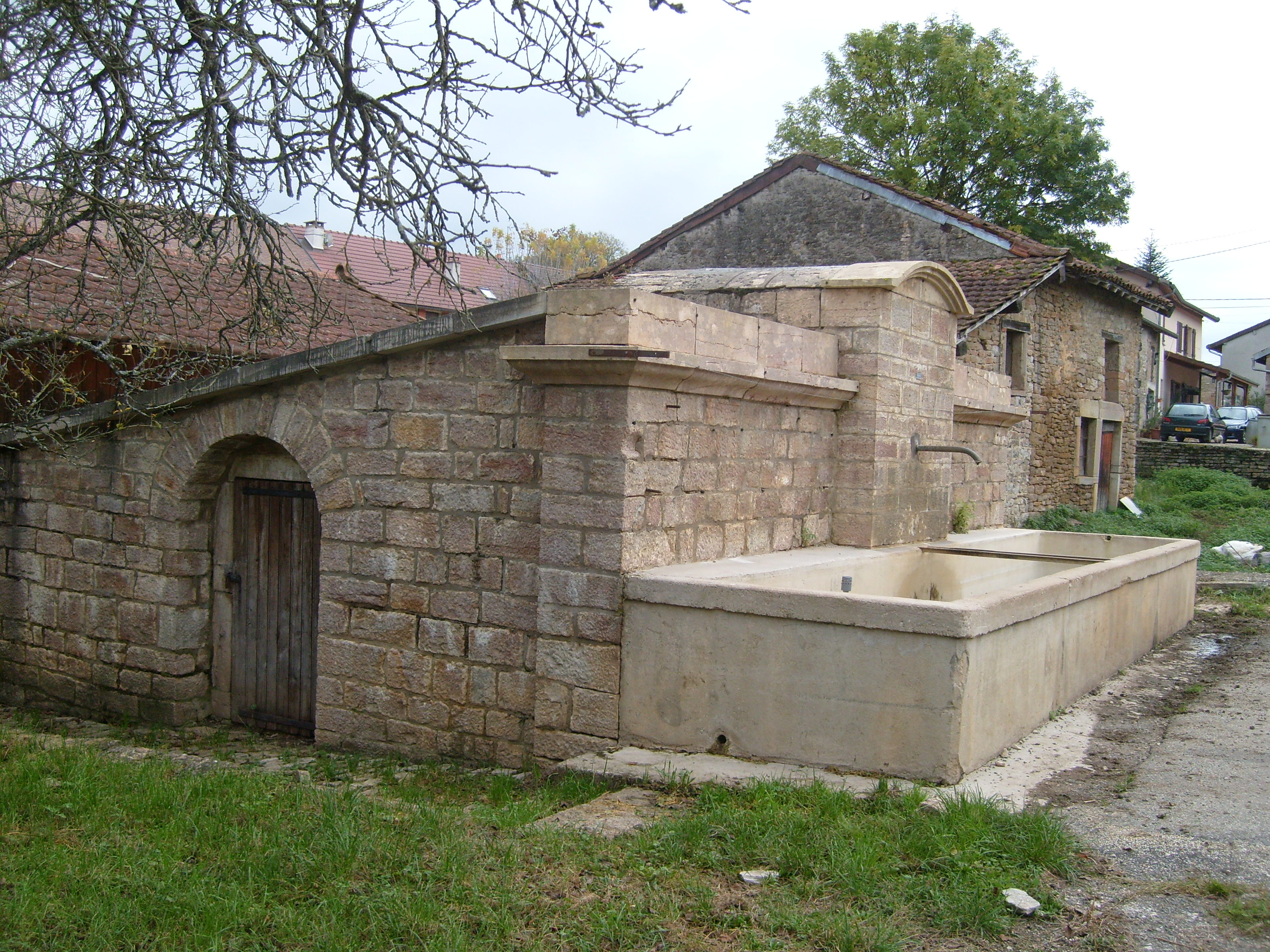
Fontaine du Chanelet.
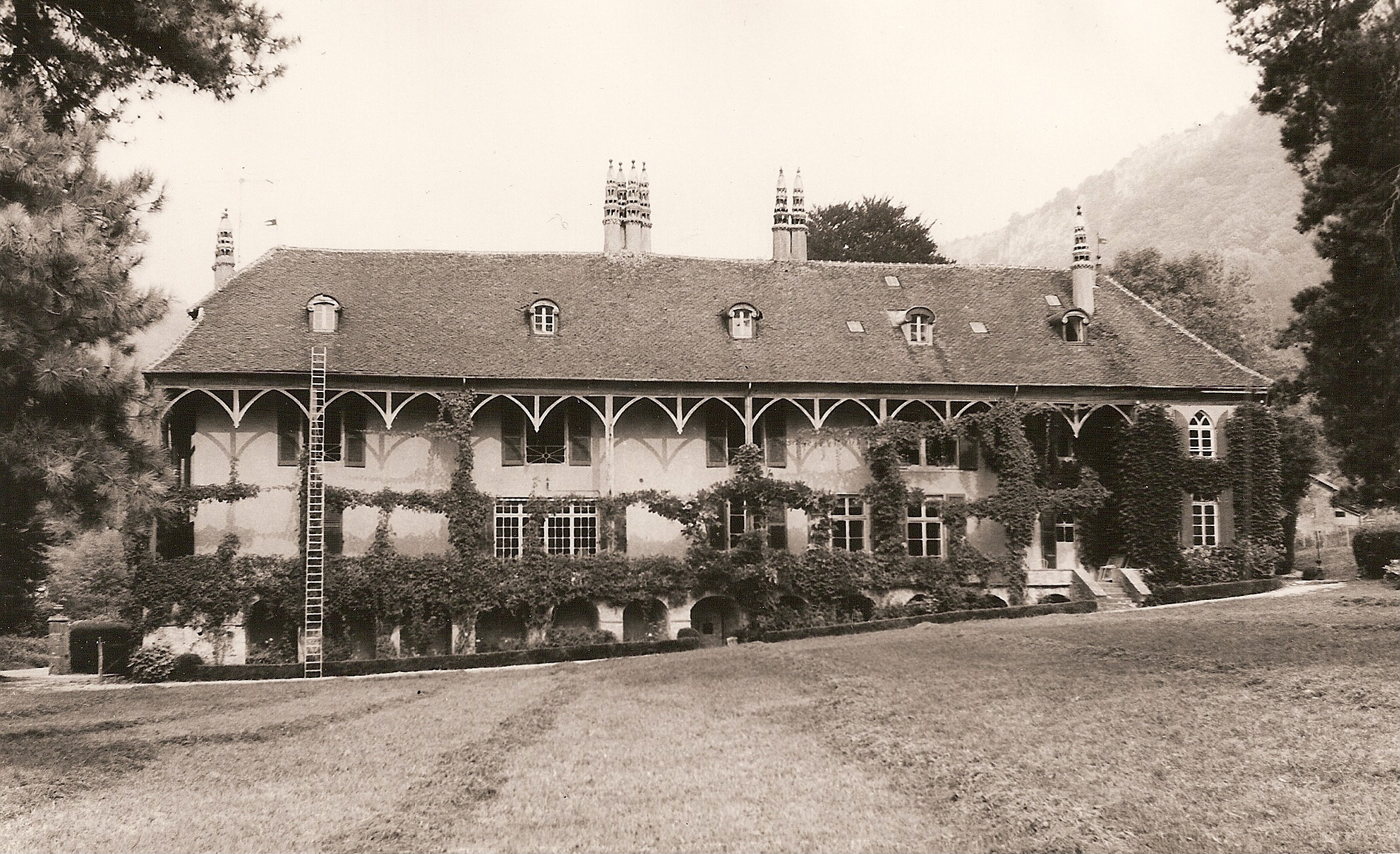
Gizia. Le château.
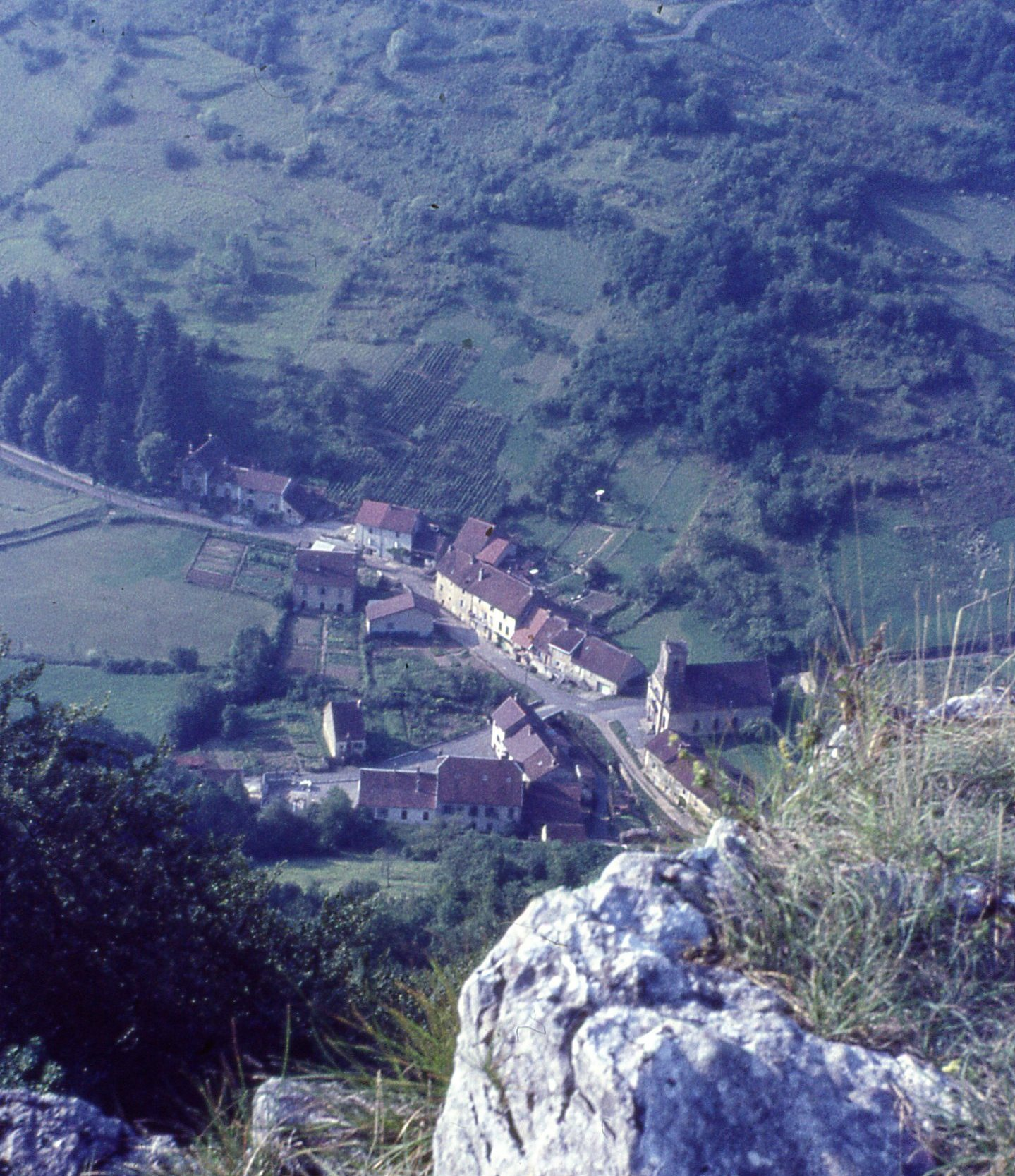
Gizia. Vue du belvédère.

### Héraldique
| Blason de Gizia | Blason  | Tiercé en pairle renversé : au 1er de sinople à la fleur de saxifrage [Saxifraga giziana] au naturel, au 2e d'or au hibou grand-duc de gueules, au 3e d'azur à la truite d'argent. |
| Blason de Gizia | Détails | Le 1er représente la fleur de Saxifraga giziana, espèce endémique protégée, sur un champ de sinople représentant l’agriculture. Le 2e évoque la présence du hibou grand-duc sur la commune. Enfin, la truite représente la rivière Gizia, prenant sa source dans la commune. Armoiries composées par Jean-François Binon et adoptées le 6 février 2020. |